# André Chéron
André Chéron (Colombes, 25 settembre 1895 – Leysin, 12 settembre 1980) è stato uno scacchista e compositore di scacchi francese naturalizzato svizzero.

## Biografia
Vinse il Campionato francese nel 1926, 1927 e 1928. Fece parte della nazionale francese alle Olimpiadi di Londra 1927 e L'Aia 1928.
Nel 1927 pubblicò il trattato generale Traité complet d'échecs, ma in seguito si dedicò esclusivamente allo studio dei finali e degli studi. Diede contributi notevoli alla teoria dei finali, in particolare di quelli di torri e pedoni e di cavalli e pedoni.
Compose diverse centinaia di studi, oltre 350 dei quali sono contenuti nel database di riferimento di Harold van der Heijden. Nel 1959 fu uno dei primi cinque problemisti e studisti che ricevettero dalla FIDE il titolo di Maestro internazionale della composizione Honoris causa.
Nel 1940 scrisse assieme a Émile Borel il libro Une Théorie mathématique du bridge à la portée de tous.
Dal 1960 al 1970 pubblicò a Leysin il suo lavoro più importante, il monumentale Lehr und Handbuch der Endspiele, in quattro volumi. Gravemente malato di angina pectoris, passò molti anni in sanatorio, in particolare in quello di Leysin in Svizzera.

## Uno studio di André Chéron
|   | a | b | c | d | e | f | g | h |   |
| 8 | c4 cavallo del bianco · g3 pedone del nero · a2 re del nero · c2 re del bianco · g2 cavallo del bianco | c4 cavallo del bianco · g3 pedone del nero · a2 re del nero · c2 re del bianco · g2 cavallo del bianco | c4 cavallo del bianco · g3 pedone del nero · a2 re del nero · c2 re del bianco · g2 cavallo del bianco | c4 cavallo del bianco · g3 pedone del nero · a2 re del nero · c2 re del bianco · g2 cavallo del bianco | c4 cavallo del bianco · g3 pedone del nero · a2 re del nero · c2 re del bianco · g2 cavallo del bianco | c4 cavallo del bianco · g3 pedone del nero · a2 re del nero · c2 re del bianco · g2 cavallo del bianco | c4 cavallo del bianco · g3 pedone del nero · a2 re del nero · c2 re del bianco · g2 cavallo del bianco | c4 cavallo del bianco · g3 pedone del nero · a2 re del nero · c2 re del bianco · g2 cavallo del bianco | 8 |
| 7 | c4 cavallo del bianco · g3 pedone del nero · a2 re del nero · c2 re del bianco · g2 cavallo del bianco | c4 cavallo del bianco · g3 pedone del nero · a2 re del nero · c2 re del bianco · g2 cavallo del bianco | c4 cavallo del bianco · g3 pedone del nero · a2 re del nero · c2 re del bianco · g2 cavallo del bianco | c4 cavallo del bianco · g3 pedone del nero · a2 re del nero · c2 re del bianco · g2 cavallo del bianco | c4 cavallo del bianco · g3 pedone del nero · a2 re del nero · c2 re del bianco · g2 cavallo del bianco | c4 cavallo del bianco · g3 pedone del nero · a2 re del nero · c2 re del bianco · g2 cavallo del bianco | c4 cavallo del bianco · g3 pedone del nero · a2 re del nero · c2 re del bianco · g2 cavallo del bianco | c4 cavallo del bianco · g3 pedone del nero · a2 re del nero · c2 re del bianco · g2 cavallo del bianco | 7 |
| 6 | c4 cavallo del bianco · g3 pedone del nero · a2 re del nero · c2 re del bianco · g2 cavallo del bianco | c4 cavallo del bianco · g3 pedone del nero · a2 re del nero · c2 re del bianco · g2 cavallo del bianco | c4 cavallo del bianco · g3 pedone del nero · a2 re del nero · c2 re del bianco · g2 cavallo del bianco | c4 cavallo del bianco · g3 pedone del nero · a2 re del nero · c2 re del bianco · g2 cavallo del bianco | c4 cavallo del bianco · g3 pedone del nero · a2 re del nero · c2 re del bianco · g2 cavallo del bianco | c4 cavallo del bianco · g3 pedone del nero · a2 re del nero · c2 re del bianco · g2 cavallo del bianco | c4 cavallo del bianco · g3 pedone del nero · a2 re del nero · c2 re del bianco · g2 cavallo del bianco | c4 cavallo del bianco · g3 pedone del nero · a2 re del nero · c2 re del bianco · g2 cavallo del bianco | 6 |
| 5 | c4 cavallo del bianco · g3 pedone del nero · a2 re del nero · c2 re del bianco · g2 cavallo del bianco | c4 cavallo del bianco · g3 pedone del nero · a2 re del nero · c2 re del bianco · g2 cavallo del bianco | c4 cavallo del bianco · g3 pedone del nero · a2 re del nero · c2 re del bianco · g2 cavallo del bianco | c4 cavallo del bianco · g3 pedone del nero · a2 re del nero · c2 re del bianco · g2 cavallo del bianco | c4 cavallo del bianco · g3 pedone del nero · a2 re del nero · c2 re del bianco · g2 cavallo del bianco | c4 cavallo del bianco · g3 pedone del nero · a2 re del nero · c2 re del bianco · g2 cavallo del bianco | c4 cavallo del bianco · g3 pedone del nero · a2 re del nero · c2 re del bianco · g2 cavallo del bianco | c4 cavallo del bianco · g3 pedone del nero · a2 re del nero · c2 re del bianco · g2 cavallo del bianco | 5 |
| 4 | c4 cavallo del bianco · g3 pedone del nero · a2 re del nero · c2 re del bianco · g2 cavallo del bianco | c4 cavallo del bianco · g3 pedone del nero · a2 re del nero · c2 re del bianco · g2 cavallo del bianco | c4 cavallo del bianco · g3 pedone del nero · a2 re del nero · c2 re del bianco · g2 cavallo del bianco | c4 cavallo del bianco · g3 pedone del nero · a2 re del nero · c2 re del bianco · g2 cavallo del bianco | c4 cavallo del bianco · g3 pedone del nero · a2 re del nero · c2 re del bianco · g2 cavallo del bianco | c4 cavallo del bianco · g3 pedone del nero · a2 re del nero · c2 re del bianco · g2 cavallo del bianco | c4 cavallo del bianco · g3 pedone del nero · a2 re del nero · c2 re del bianco · g2 cavallo del bianco | c4 cavallo del bianco · g3 pedone del nero · a2 re del nero · c2 re del bianco · g2 cavallo del bianco | 4 |
| 3 | c4 cavallo del bianco · g3 pedone del nero · a2 re del nero · c2 re del bianco · g2 cavallo del bianco | c4 cavallo del bianco · g3 pedone del nero · a2 re del nero · c2 re del bianco · g2 cavallo del bianco | c4 cavallo del bianco · g3 pedone del nero · a2 re del nero · c2 re del bianco · g2 cavallo del bianco | c4 cavallo del bianco · g3 pedone del nero · a2 re del nero · c2 re del bianco · g2 cavallo del bianco | c4 cavallo del bianco · g3 pedone del nero · a2 re del nero · c2 re del bianco · g2 cavallo del bianco | c4 cavallo del bianco · g3 pedone del nero · a2 re del nero · c2 re del bianco · g2 cavallo del bianco | c4 cavallo del bianco · g3 pedone del nero · a2 re del nero · c2 re del bianco · g2 cavallo del bianco | c4 cavallo del bianco · g3 pedone del nero · a2 re del nero · c2 re del bianco · g2 cavallo del bianco | 3 |
| 2 | c4 cavallo del bianco · g3 pedone del nero · a2 re del nero · c2 re del bianco · g2 cavallo del bianco | c4 cavallo del bianco · g3 pedone del nero · a2 re del nero · c2 re del bianco · g2 cavallo del bianco | c4 cavallo del bianco · g3 pedone del nero · a2 re del nero · c2 re del bianco · g2 cavallo del bianco | c4 cavallo del bianco · g3 pedone del nero · a2 re del nero · c2 re del bianco · g2 cavallo del bianco | c4 cavallo del bianco · g3 pedone del nero · a2 re del nero · c2 re del bianco · g2 cavallo del bianco | c4 cavallo del bianco · g3 pedone del nero · a2 re del nero · c2 re del bianco · g2 cavallo del bianco | c4 cavallo del bianco · g3 pedone del nero · a2 re del nero · c2 re del bianco · g2 cavallo del bianco | c4 cavallo del bianco · g3 pedone del nero · a2 re del nero · c2 re del bianco · g2 cavallo del bianco | 2 |
| 1 | c4 cavallo del bianco · g3 pedone del nero · a2 re del nero · c2 re del bianco · g2 cavallo del bianco | c4 cavallo del bianco · g3 pedone del nero · a2 re del nero · c2 re del bianco · g2 cavallo del bianco | c4 cavallo del bianco · g3 pedone del nero · a2 re del nero · c2 re del bianco · g2 cavallo del bianco | c4 cavallo del bianco · g3 pedone del nero · a2 re del nero · c2 re del bianco · g2 cavallo del bianco | c4 cavallo del bianco · g3 pedone del nero · a2 re del nero · c2 re del bianco · g2 cavallo del bianco | c4 cavallo del bianco · g3 pedone del nero · a2 re del nero · c2 re del bianco · g2 cavallo del bianco | c4 cavallo del bianco · g3 pedone del nero · a2 re del nero · c2 re del bianco · g2 cavallo del bianco | c4 cavallo del bianco · g3 pedone del nero · a2 re del nero · c2 re del bianco · g2 cavallo del bianco | 1 |
|   | a | b | c | d | e | f | g | h |   |

In questo finale di due cavalli contro pedone, il pedone nero è ben oltre la linea Troickij, ma il bianco riesce ugualmente a vincere, a causa della posizione del re nero, anche se non ha il tratto. Ciò richiede però una manovra lunga e molto precisa.
Soluzione
1. Rc3!  Rb1!  2. Rd2  Ra1  3. Rc1!  Ra2  4. Rc2  Ra1 5. Rb3 Rb1
6. Cb2  Rc1  7. Rc3  Rb1  8. Cd3  Ra1  9. Rb4  Ra2  10. Ra4  Ra1  11. Ra3  Rb1
12. Rb3  Ra1  13. Ce3  g2  14. Cc2+  Rb1  15. Ca3+  Ra1  16. Cb4  g1=D  17. Cbc2 matto.

## Opere
- La Fin de partie, Aigle (Vaud), 1923
- Traité complet d'échecs, Bruxelles, 1927 (2ª ed. Parigi 1939)
- Manuel d'échecs du débutant, Parigi, 1928
- Initiation au problème d'échecs stratégique, Parigi, 1930
- Les Échecs artistiques, Losanna - Ginevra, 1934
- Miniatures stratégiques françaises, Nancy - Strasburgo - Parigi, 1936
- Les Échecs artistiques, Librairie Payot, Parigi, 1957 (2ª ed. Parigi, 1971)
- Lehr- und Handbuch der Endspiele, Band 1, Leysin, agosto 1960(
- Lehr- und Handbuch der Endspiele, Band 2, Leysin, settembre 1964
- Lehr- und Handbuch der Endspiele, Band 3, Leysin, marzo 1969
- Lehr- und Handbuch der Endspiele, Band 4, Leysin, maggio 1970